# Kincaid (Kansas)
Kincaid es una ciudad ubicada en el condado de Anderson en el estado estadounidense de Kansas. En el año 2010 tenía una población de 122 habitantes y una densidad poblacional de 93,85 personas por km².

## Geografía
Kincaid se encuentra ubicada en las coordenadas 38°5′1″N 95°9′13″O / 38.08361, -95.15361 (38.083502, -95.153612).

## Demografía
Según la Oficina del Censo en 2000 los ingresos medios por hogar en la localidad eran de $22,857 y los ingresos medios por familia eran $29,375. Los hombres tenían unos ingresos medios de $20,694 frente a los $14,500 para las mujeres. La renta per cápita para la localidad era de $9,472. Alrededor del 11.1% de la población estaban por debajo del umbral de pobreza.